# Battlefield: Bad Company
Battlefield: Bad Company (с англ. — «Поле битвы: Плохая компания») — компьютерная игра в жанре шутер от первого лица, разработанная студией DICE и изданная компанией Electronic Arts. Выход игры состоялся 23 июня 2008 года в Северной Америке и 26 июня 2008 года в Европе исключительно на консолях PlayStation 3 и Xbox 360. DICE намекали на разработку этой игры ещё за месяц до релиза Battlefield 2, анонс игры состоялся шестнадцатью месяцами позже в августе 2006 года. Bad Company относится к серии Battlefield, и является первой частью, которая вышла на платформе PlayStation 3. Игра была выпущена исключительно на английском языке. На базе Bad Company были сделаны ещё две игры: летом 2009 года состоялся релиз Battlefield 1943, а затем, 5 марта 2010 года вышел сиквел Battlefield: Bad Company 2.
Bad Company уникальна тем, что впервые в истории серии игра была разработана специально для консолей, а также включала в себя полноценную однопользовательскую кампанию с прописанными персонажами, при том, что до этого большая часть игр серии была выпущена на PC, они не имели кампании и были ориентированы на многопользовательские бои с огромным числом участвующих игроков. Эта игра представляет более компактные многопользовательские бои, ориентированные на взаимодействие игроков внутри отряда. В игре делается сильный упор на продвинутую разрушаемость окружения, что значительно расширяет тактическое разнообразие. Примечательно, что игра также является первой частью серии, которая функционирует на движке Frostbite, ведь впоследствии этот движок станет основным не только для игр серии Battlefield, но и для многих других проектов Electronic Arts.
Сюжет повествует о рядовом Престоне Марлоу и его отряде, которые оказываются вовлечены в погоню за золотом наёмников, находясь посреди военных действий между Россией и США (вымышленный конфликт назван Первой русско-американской войной). Действие игры происходит в вымышленных странах, уровни выполнены в антураже европейских и ближневосточных городов и деревень.

## Сюжет
В 222-й батальон, также известный как «Bad Company», состоящего из предателей, преступников и прочего пушечного мяса, поступает на службу новый боец Престон Марлоу – рядовой армии США. Его коллеги, сержант Редфорд, радист Свитуотер и подрывник Хэггард сразу называют нашего протеже «Новеньким». Во время отправки отряда на поле боя колонна Плохой компании была уничтожена. Марлоу, Свитуотер, Редфорд и Хэггард выясняют, что воюют не просто с Российской армией, а с самыми настоящими наёмниками. По глупому стечению обстоятельств Свитуотер обнаруживает в кармане убитого наёмника слиток золота. Как оказалось, наёмники получают зарплату не деньгами, а золотом. После такой неожиданной находки наши герои (за исключением сержанта Редфорда, т. к. он выполняет приказы командования), одурманенные запахом «лёгких» и больших денег, начинают искать наёмников в надежде взять себе кусок побольше.
После своей находки, по приказу командования отряд героев начинает захватывать позиции русской артиллерии, чтобы использовать её против продвижения вражеской бронетехники. Приступая к устранению нескольких противовоздушных батарей, расчищая путь для продвижения бронетехники США и взяв под свой контроль город Забоград, а позже военную базу России, группа находит лагерь наёмников Легионера. Разведав обстановку в лагере, они обнаруживают как наёмники загружают грузовики с золотом, и американцы решают атаковать лагерь и взять грузовики под контроль. Но бойцы Плохой компании не успевают этого сделать. Грузовики продвигаются за границу в соседний Сердаристан, нейтральное государство в военном конфликте. Несмотря на то, что Редфорд приказал команде выйти из этого района и не преследовать наёмников, Хэггард, жаждущий получить золото, бежит за грузовиками, пересекая границу нейтральной страны.
Отряд преследует Хэггарда, чтобы помешать ему начать конфликт с наёмниками. Когда они находят его, координатор миссии Майк-Один-Джульетта (англ. Mike-One-Juliet) связывается с Редфордом, заявляя, что он подвергнется военному суду за неисполнение приказа и дезертирство Хэггарда. Поскольку у них нет другого выбора, кроме как сбежать, Редфорд всё же предлагает продолжить преследовать грузовики с золотом до гавани наёмников и корабля, который загружен золотом. Группа освобождает гавань, и к ним приезжает армия США, чтобы их арестовать. Но армия договаривается с отрядом, что с них будут сняты все обвинения, если они проведут разведку Сердаристана. Приказом отряда является захват эксцентричного диктатора Сердаристана Завимира Сердара. Вскоре отряд начинает прорываться сквозь оборону российской армии, охраняющих Сердаристан. Группа пребывает во дворец диктатора Сердара, и они обнаруживают, что диктатора охраняют наёмники. Отряд штурмует дворец, и берут правителя в плен, где он рассказывает им, что наёмники прибыли, дабы заплатить ему деньги за сотрудничество. Они хотят эвакуироваться из дворца, и им сообщает Майк-Один-Джульетта, что армия США разрывает все связи с группой, и они должны найти свой собственный выход. Отряд убегает с Сердаром на его личном золотом вертолёте Ми-24, которого начинают преследовать наёмники.
Сердар неохотно направляет их на военный узел связи Сердаристана, попутно уничтожая нефтеперерабатывающий завод, военную инфраструктуру, и обслуживаемую радио и интернет-станцию. После долгого полёта, вертолёт Сердара сбивает чёрный вертолёт Ка-52. Престон, очнувшись один, с помощью Майк-Один-Джульетты воссоединяется со своим отрядом в церкви. Они узнают, что Сердар был схвачен в плен наёмниками, и отряд спасает его от казни Легионера. Позже отряд привозит диктатора на небольшой изолированный остров, где он остаётся жить как изгнанник. Плохая компания приплывает на лодке в город Садиз, строящийся на берегу Каспийского моря. На пляже отряд видит корабль, который они видели ранее в Сердаристане. Продвигаясь через вражеские позиции, они узнают, что армия США также наступает здесь и опасается конкуренции за золото. Затем они заключают сделку, чтобы разделить часть золота с Майк-Один-Джульетта в обмен на поддержку миссии.
Замедлив наступление армии США, взорвав два моста, отряд достигает заполненного золотом гаража, но на них нападает Легионер и его люди на своём личном Ка-52. Престону удаётся сбить Легионера, и отряд возвращается к золоту, чтобы найти армию США, и загрузить его в грузовые автомобили. Предполагая свою неудачу, они замечают офицера, который к ним обращается. Престон убеждает его, что они армейские оперативники, и офицер приказывает им взять грузовик с золотом и присоединиться к конвою. Отряд присоединяется к конвою, но в последний момент они меняют своё направление и уезжают в другую сторону. Между тем, Легионер выживает после крушения и поднимается из горящих обломков, с мстительным взглядом.

## Персонажи
- Престон «Новенький» Марлоу — главный протагонист игры. Родился в семье военных, дед сражался во Второй Мировой войне, отец воевал во Вьетнаме. Престон пошёл в армию, считая это долгом перед дедом и отцом, но однажды он неудачно посадил свой вертолет на лимузин генерала, за это и попал в Плохую компанию; после такого штрафбата опыта у него хоть отбавляй.
- Самуэль «Сержант» Д. Рэдфорд — единственный член отряда, который пришёл туда по своей воле. Многие считали такой поступок сумасшедшим и необдуманным, но у Рэдфорда были свои причины. Он просто любит воевать. Является командиром отряда.
- Джордж Гордон «Хэг» Хэггард — самый импульсивный член отряда, возможно эта импульсивность и мания к взрывчатке послужили тем, что он взорвал офицерский туалет, после чего был отправлен в Плохую компанию. Обладает энциклопедическими познаниями о взрывчатке.
- Терренс «Свит» Свитуотер — очень умён и этим гордится. Пошёл в армию после того, как узнал, что после службы ему светит вакантное место в Гарварде и считал, что с его умом будет сослан в войска связи. Так и оказалось, но Свит умудрился запустить «червя» в секретную военную сеть, за что и попал в Плохую компанию 222-го батальона.
- Президент Завимир Сердар ─ диктатор вымышленной страны Сердаристан. После своего спасения союзник отряда Плохой компании.
- Легионер ─ главный антагонист игры. Лидер наёмников, нанятых Россией для борьбы против армии США. Именно он выплачивает своим наёмникам золото.

## Мультиплеер
В мультиплеере Battlefield: Bad Company присутствуют два основных режима игры: Золотой штурм и Захват. Режимы имеют те же самые принципы, что и в Battlefield: Bad Company 2.
В игре присутствует система развития бойца, состоящая из 25 званий.(0 уровень — «Рекрут», 25 уровень — «Генерал армии»). По мере повышения звания открываются новое оружие и модули.
В игре есть 12 основных карт для многопользовательской игры: Ascension, Deconstruction, End of the Line, Final Ignition, Harvest Day, Oasis, Over and Out, Valley Run, Acta Non Verba, Crossing Over, Ghost Town, Par for the Course. Карты предназначены для двух основных режимов.

### Классы
- Штурмовик — боец с штурмовой винтовкой и 40-мм подствольным гранатомётом, способный себя исцелить автоинжектором LIFE-2.
- Уничтожитель — боец ближнего боя, вооружённый дробовиком, специализирующийся на уничтожении техники с помощью гранатомёта или мин.
- Разведчик — боец дальнего боя со снайперской винтовкой и пистолетом, способный бросать датчики движения и использовать бинокль для ракетного удара по указанной цели.
- Специалист — боец с пистолет-пулемётом и глушителем, использующий заряды С4 для уничтожения зданий и техники.
- Боец поддержки — солдат с лёгким пулемётом, бросающий аптечки и использующий ремонтный инструмент, а также вызывающий миномётный удар.

## Издание и дополнения

### Gold Edition
Ограниченное издание Battlefield: Bad Company. Внешний вид издания для версии PlayStation 3 имеет золотую распечатанную картонную дощечку, подсунутую под коробку игры, а версия Xbox 360 имеет золотую жестяную коробку.  Также имеется уникальный плакат  Battlefield: Bad Company  для обеих версий игры. Само издание игры показывает некоторые  общие видео стратегии оригинальных карт режима Золотой штурм (Gold Rush), а также видео «За кулисами», и это же издание открывает все оружия игроков, которые обычно разблокируются после достижения 25 уровня.

### Find All Five
Find All Five (англ. Найди все пять) – это дополнение, позволяющая игрокам разблокировать определённое оружие, недоступное в оригинальной игре. Для этого официальный сайт игры давал игрокам определенные коды для их разблокировки. Дополнение включает в себя автомат F2000, автоматический дробовик USAS-12, пулемёт M60, снайперскую винтовку QBU-88 и пистолет-пулемёт Uzi с глушителем.
11 сентября 2008 года веб-сайт Battlefield: Bad Company выпустил три кода для Find All Five из-за отсутствия доступности.  К этим трём кодам относятся оружия QBU-88, M60 и UZI. Код для USAS-12 был выпущен позже. Автомат F2000 является эксклюзивным оружием для ветеранов.

### Community Choice Map Pack
Набор из четырёх новых карт для режима «Завоевание». Первый набор из двух карт (Part for the Course и Acta Non Verba) вышел 7 августа 2008 года. Второй набор из двух карт (Ghost Town и Crossing Over) вышел 30 октября 2008 года.

## Рецензии и отзывы
| Сводный рейтинг       | Сводный рейтинг                |
| Агрегатор             | Оценка                         |
| --------------------- | ------------------------------ |
| GameRankings          | 84,79 % (PS3) 83,76 % (X360)   |
| Metacritic            | 84/100 (PS3) 83/100 (Xbox 360) |
| Иноязычные издания    |                                |
| Издание               | Оценка                         |
| Eurogamer             | 8/10                           |
| GameRevolution        | [ 8 ]                          |
| GameSpot              | 8,5/10 (PS3) 8,5/10 (Xbox 360) |
| GameSpy               | (PS3) · (Xbox 360)             |
| GamesRadar+           | [ 13 ]                         |
| Giant Bomb            | [ 14 ]                         |
| IGN                   | 8,5/10                         |
| VideoGamer            | 8/10                           |
| Русскоязычные издания |                                |
| Издание               | Оценка                         |
| Absolute Games        | 80 %                           |

Battlefield: Bad Company в основном получил положительные отзывы от критиков.
Профессиональные рецензии игры были очень позитивными. Большая часть похвал пришла на реалистически разрушаемое окружение игры, впечатляющее оружие, разнообразие игрового процесса и транспортных средств,  а также за «экстраординарный» многопользовательский режим. Критике в основном было подвергнуто вялое начало и графика.
IGN отметил несколько недостатков в игре, но все же дал ей очень положительную оценку 8.6 из 10. Giant Bomb поставил игре  5  из 5, утверждая: «Это выглядит великолепно, имеются забавные персонажи, множество интересного оружия и приятно работает, будь то, играя в одиночку или с командой». GameSpot похвалил игру и поставил 8.5 «Отлично», отметив:  «Battlefield: Bad Company — самый забавный, захватывающий шутер, выпущенный в этом году».